# سیارک ۴۲۷۰
سیارک ۴۲۷۰ (به انگلیسی: 4270 Juanvictoria، نامگذاری:1975TJ6) چهار هزار و دویست و هفتادمین سیارک کشف شده‌است که در ۱ اکتبر ۱۹۷۵ کشف شد.
قدر مطلق سیارک برابر ۱۳٫۹۰ است.